# 頓涅茨克人民共和國駐外機構列表
下表涵盖顿涅茨克人民共和国的所有驻外机构。
顿涅茨克自2014年脱离乌克兰宣布独立，并成立顿涅茨克人民共和国以来，直到2016年只获得极少数国家南奥塞梯、阿布哈兹的直接承认。

## 欧洲
阿布哈茲
- （已建交在苏呼米尚未设大使馆）

 捷克
- 俄斯特拉发（名誉领事馆）[1][2][註 1]

 南奥塞梯
- （已建交在茨欣瓦利尚未设大使馆）

 俄羅斯
- 莫斯科（代表处）[3]